# Đạt Nhân

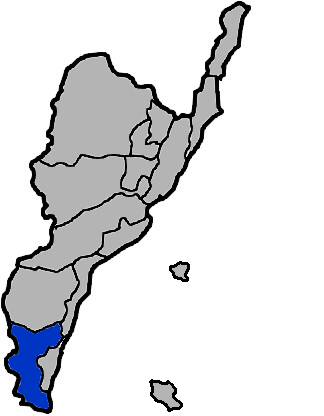
Vị trí tại Đài Đông

Đạt Nhân (tiếng Trung: 達仁鄉; bính âm: Dárén Xiāng) là một hương (xã) của huyện Đài Đông, tỉnh Đài Loan, Trung Hoa Dân Quốc (Đài Loan). Hương nằm ở phía nam dãy núi Trung ương và có đến 90% diện tích là đồi núi. Cư dân trong hương chủ yếu là thổ dân Paiwan. Nền kinh tế của Đạt Nhân dựa trên lĩnh vực nông nghiệp. Diện tích Đạt Nhân là 306,4454 km², dân số vào tháng 8 năm 2011 là 3.984 người thuộc 1.498 hộ gia đình, mật độ cư trú đạt 13 người/km².